# Moorovo okolí

Moorovo okolí

Moorovo okolí lze definovat pro každou buňku v pravidelné mřížce 2D, která má právě 8 sousedů (4 po stranách a 4 přes vrchol).
Buněk mající Moorovo okolí bude vždy menší počet než počet všech buněk v systému, resp. v matici M * N, kde M a N >= 3, je počet buněk s Moorovým okolím roven M – 2 * N – 2. Moorovo okolí může být vyjádřeno jako buňky, které mají Čebyševovu vzdálenost rovnou jedné.
Moorovo okolí je pojmenováno po Edwardu F. Mooreovi.

## 2D model
Vzhledem k primitivnosti bylo toto okolí popsáno jako jedno z prvních a díky tomu je i nejčastěji se vyskytujícím okolí systému. Využití připadá především v základní informatice ve 2D při modelování her či modelů. Většina systémů má strukturu buněk na bázi Moorova okolí.
Aby bylo zachováno Moorovo okolí pro všechny buňky, je zapotřebí řešit pomocí transformace okrajů → vznik imaginárního vertikálního a horizontálního válce, buňky v modelu se následně chovají jako na kouli.
Základní myšlenka pro vytváření grafického anti-aliasingu a rozostření je pomocí principu Moorova okolí, kdy buňky (pixely) mění barvu v závislosti na barvě „souseda“.

## 3D model
Ve 3D modelu se již Moorovo okolí neuvádí, pokud ano, pak by buňka měla právě 26 sousedů.